# Pernille Kaae Høier
Pernille Kaae Høier (* 9. Mai 1991 in der Hørsholm Kommune) ist eine dänische Schauspielerin.
Sie wurde im Jahr 2003 für ihre Haupt- und Titelrolle in der Fernsehserie Jesus und Josefine, auch über die Grenzen Dänemarks hinaus, bekannt.

## Leben
Ihre erste Filmrolle hatte sie wohl in der Filmkomödie Wenn Mama nach Hause kommt, die in Deutschland auch unter dem Namen Mama klaut lief. In diesem Film spielt sie eines von drei Geschwistern, deren Mutter beim Ladendiebstahl erwischt und ins Gefängnis verbracht wurde, und die seitdem, ohne dass das von ihnen beschwindelte Umfeld dies weiß, ihr Leben ohne Erwachsene bestreiten. Der besagte Film war ein Erfolg und die Regisseurin Lone Scherfig gewann in Amsterdam den Cinekid Prize.
Die Familienkomödie war neben Dänemark, auch in Norwegen, den Niederlanden, in Island, in Finnland, in Schweden, wohl auch in Spanien und in England, sowie in Deutschland zu sehen.
Nach diesem glücklichen Einstand spielte sie im Jahr 2003 die Rolle der Josefine in der 24-teiligen Fernsehserie: Jesus und Josefine.
Durch diese Rolle wurde sie in Dänemark und Deutschland bekannt. Die Fernsehserie ist ein Adventskalender. Die Serie wurde in Deutschland mehrmals ausgestrahlt. In Deutschland lief die Serie zum ersten Mal vom 1. bis zum 24. Dezember 2004 täglich. 2005, 2006, 2007 und 2008 wurde sie in Doppelfolgen an Samstag- und Sonntagabenden wiederholt.
2005 spielte sie im Film Oskar & Josefine, eine Fortsetzung von Jesus und Josefine nochmals die Josefine.
Der Film wurde in Dänemark, Finnland, Island, den USA, in Russland, Kanada, Ungarn, Japan, Schweden und Deutschland veröffentlicht. Der Film besitzt für die englischsprachigen Länder einen englischen Untertitel.
2009 war sie in einer Folge der dänischen Serie Store drømme zu sehen.
Ende Dezember 2009 war sie in einer Folge von Hvem vil være millionær? (Who Wants to Be a Millionaire?) zu sehen.
Hier nahm sie mit Nikolaj Steen ihrem Filmvater aus Jesus und Josefine, zum Anlass der Wiederholung der Serie im dänischen Fernsehen, am Ratequiz teil.
2011 hatte sie einen kurzen Auftritt in Hvem Brænder Børnene I Helvede. Außerdem spielte sie als Ulla in einer Folge der dänischen Serie Alla Salute! mit. In den 2010er-Jahren, mittlerweile im Erwachsenenalter, wirkte die Schauspielerin an einigen Fernsehproduktionen sowie dem Kinofilm Zweite Chance mit.

## Filmografie
- 1998: Wenn Mama nach Hause kommt (Når mor kommer hjem)
- 1999: Åh Yrsa og Valdemar
- 2003: Jesus und Josefine (Fernsehserie, 24 Folgen)
- 2004: Skyggen i Sara (Kurzfilm)
- 2005: Oskar & Josefine
- 2008: Panser (Kurzfilm)
- 2009: Store drømme (Fernsehserie, Folge Nye veje at gå)
- 2011: Hvem Brænder Børnene I Helvede (Kurzfilm)
- 2011: Alla Salute! (Fernsehserie, Folge Så kom der gæster...)
- 2012: Outsider (Fernseh-Miniserie, drei Folgen)
- 2014: Zweite Chance (En chance til)
- 2015: Anton90 (Fernsehserie, eine Folge)
- 2016: Løbetid (Kurzfilm)
- 2017: Porno Leif (Fernsehserie, sieben Folgen)
- 2018: 29 (Fernsehserie, zwei Folgen)
- 2019: Glemt (Kurzfilm)